# معركة كان
معركة كان (بالإنجليزية: Battle of Caen) (يونيو-أغسطس 1944) هو الاسم الذي أطلق على المواجهات بين الجيش الثاني البريطاني وجيش وبانزرغروب ويست الألماني في الحرب العالمية الثانية من أجل السيطرة على مدينة كان والمناطق المجاورة لها أثناء معركة نورماندي الأكبر. جاءت المعارك بعد عملية نبتون، وهي عمليات إنزال الحلفاء على الساحل الفرنسي في 6 يونيو 1944. تبعد كان نحو 9 أميال (14 كم) باتجاه الداخل من ساحل كالفادوس عند تفرع نهري أورن وقناة كان عند تقاطع العديد من الطرق والسكك الحديدية. وقد جعلتها روابط الاتصال هدفًا تنفيذيًا حربيًا هامًا لكلا الجانبين. كانت كان والمنطقة الواقعة إلى الجنوب مسطحة وأكثر انفتاحًا من بلاد البوكاج في غرب نورماندي؛ أراد قادة القوات الجوية التابعة للحلفاء الاستيلاء على المنطقة بسرعة لإقامة المزيد من قواعد الطائرات في فرنسا.
كانت مهمة فرقة المشاة الثالثة البريطانية الاستيلاء على كان في اليوم-دي أو حفر الخنادق حول المدينة إذا حال الألمان دون عملية السيطرة عليها، ومحاصرة كان مؤقتًا للحفاظ على تهديد الحلفاء ضدها وإحباط أي هجوم ألماني مضاد محتمل من المدينة. لم يستولِ الحلفاء على كان وبايو وكارينتان في يوم إنزال النورماندي، وركزوا في الأسبوع الأول من الغزو على ضم رؤوس الشواطئ. واستأنفت القوات البريطانية والكندية هجماتها في المنطقة المجاورة لكان وأسرت الضواحي ووسط المدينة شمال منطقة أورن أثناء عملية تشارنوود (8-9 يوليو). أما ضواحي كان جنوب النهر فقد استولى عليها الفيلق الكندي الثاني أثناء عملية الأطلسي (18-20 يوليو). خصص الألمان معظم فرق الدبابات خاصتهم للدفاع الحازم عن كان، ما جعل القتال مكلفًا لكلا الطرفين وحرم الألمان بشكل كبير من الوسائل لتعزيز الطرف الغربي من جبهة القتال.
غرب نورماندي، قطع الجيش الأول الأميركي شبه جزيرة كوتنتيه، وأسر شيربورغ، ثم هاجم جنوبًا باتجاه سان لو، حوالي 37 ميل (60 كم) غرب كان، واستولى على المدينة في 19 يوليو. في 25 يوليو، وبعد تأخير بسبب الطقس، بدأ الجيش الأول عملية كوبرا على طريق سان-لو-بيريرز، بالتنسيق مع عملية سبرينغ الكندية في مرتفعات فيريريس (بورغيبوس) جنوب كان. كانت عملية كوبرا ناجحة للغاية وبدأت بانهيار الموقع الألماني في نورماندي؛ أدى اقتحام الحلفاء إلى معركة جيب فاليز (12-21 أغسطس)، التي حوصر فيها معظم ما تبقى من جيش بانزر الخامس والسابع (بانزرغروب ويست سابقًا)، الأمر الذي فتح الطريق أمام السين وباريس. دُمرت كان جراء قصف الحلفاء الذي تسبب -مع الأضرار الناجمة عن القتال البري- بالعديد من الضحايا المدنيين الفرنسيين. بعد المعركة لم يبق سوى القليل من المدينة ما قبل الحرب واستمرت عملية إعادة بناء المدينة حتى عام 1962.

## خلفية

### الاستراتيجية البريطانية
كانت بريطانيا قد أعلنت الحرب عام 1939 للحفاظ على توازن القوى في أوروبا؛ وولم تكن حقيقة كونها في الجانب الفائز أمرًا كافيًا لتأمين أهداف الحرب البريطانية مع بروز الاتحاد السوفيتي والولايات المتحدة كقوى عظمى. إذ سيكون النفوذ البريطاني بعد الحرب محدودًا، ولكن من خلال لعب دور كامل في الإطاحة بألمانيا والنظام النازي، فإن مجموعة الجيش الحادي والعشرين سوف تظل عاملًا في تسوية ما بعد الحرب، طالما ألا تكون قد دمرت أثناء العملية؛ كما ستكون متاحة لعملية السقوط، وهي الحملة المتوقعة ضد اليابان. وقد تم تعبئة الاقتصاد البريطاني بالكامل لصالح الحرب منذ عام 1942، عندما بدأ نقص حاد في القوى العاملة في الجيش. وبتفادي وقوع إصابات، سيتم حماية فعالية الجيش، والحفاظ على الروح المعنوية بين صفوف الناجين، وسيظل الجيش بحجم كبير بعد هزيمة ألمانيا. وعند إعادة فتح الجبهة الغربية في 1944، كان نقص التعزيزات عائقًا أمام مجموعة الجيش الحادي والعشرين، ما زاد حينها أيضًا من عبء الحفاظ على الروح المعنوية. وكان العديد من القادة البريطانيين والكنديين قد قاتلوا كضباط صغار في الجبهة الغربية في الحرب العالمية الأولى واعتقدوا أن اتباع نهج عملي قائم على التكنولوجيا والقوة النارية يمكن أن يجنب حمام دم آخر طويل الأمد. تعين على القادة البريطانيين أن يولوا عناية خاصة لأن الجيش الألماني في نورماندي يُتوقع منه أن يواجه في الغالب تشكيلات وقادة أنجلو-كنديين مبتدئين مع العديد من فرق المحاربين القدامى والعديد من القادة المتمرسين.

## ألترا
أُطلق على المعلومات الاستخباراتية المكتسبة من قراءة الرسائل اللاسلكية الألمانية المشفرة بآلات تشفير الإنيغما اسم ألترا من قِبل مكاتب الاتصالات الحكومية البريطانية في حديقة بلتشلي في إنجلترا؛ وبحلول منتصف عام 1943، كانت ألترا تُقرأ بانتظام، دون معرفة الألمان، وتُنقل إلى كبار قادة الحلفاء. أمكن قياس التدابير الألمانية لصد الغزو، ونجحت تدابير خداع الحلفاء بالرجوع إلى رسائل ألترا وغيرها من مصادر الاستخبارات. في مارس 1944، أظهرت عمليات فك التشفير أن الاجتياحات كانت متوقعة في أي مكان من النرويج إلى إسبانيا. في 5 مارس، اعتقدت البحرية الألمانية (كريغسمارينه) أن قرابة ست فرق سوف تغزو النرويج وفريمدي هيري ويست (إف إتش دبليو، الجيوش الخارجية الغربية)، وحدد قسم الاستخبارات في القيادة العليا للجيوش الألمانية التي درست نظام تشكيلات معارك الحلفاء، حدد منطقة الخطر بين باس دي كاليس ووادي اللوار. توقع رونتشتيت اجتياح 20 فرقة في أوائل مايو، ربما بين بولونيا ونورماندي ولكن حدد بدقة منطقة التركيز بين ساوثهامبتون وبورتسموث. وكانت التدريبات المقاومة للاجتياح تنفذ بين براغ واللوار، وافترض أحد المخططات اجتياحًا لمسافة 50 كيلومتر (31 ميل) من ويسترهام إلى إيزيني؛ وفي يونيو، توقعت الجيوش الخارجية الغربية حدوث عدوان في 12يونيو إما على ساحل البحر الأبيض المتوسط أو في البلقان.